# جاها دوكريه
جاها دوكريه (بالإنجليزية: Jaha Dukureh)‏ (مواليد 1989- 1990) هي ناشطة غامبية في حقوق المرأة ومناضلة حقوقية لمكافحة عمليات تشويه الأعضاء التناسلية الأنثوية. وهي المؤسسة والمديرة التنفيذية لمنظمة الأيادي الآمنة من أجل البنات، وهي منظمة تهدف إلى القضاء على ختان الإناث، كما أنها تعتبر رائدة الحملة الإعلامية الدولية لجريدة الغارديان للقضاء على ختان الإناث. في أبريل 2016، كانت على قائمة التايمز لأفضل 100 شخصية لهذا العام.

## النشأة
ولدت جاها بغامبيا، وتعرضت لعملية تشويه الأعضاء التناسلية الأنثوية عندما كانت في عمر الأسبوع. بعد وفاة والدتها انتقلت إلى نيويورك في الولايات المتحدة الأميركية من أجل أن تتزوج زواج مرتباً وكانت في الخامسة عشر من عمرها آنذاك. وبعد أن عانت من الألم الشديد أثناء الزواج، خضعت لعملية جراحية للرجوع عن الختان، والتي قالت أنها تشبه «ختان الإناث بالكامل مرة أخرى». انتهى زواجها وانتقلت مع أفراد عائلتها.
تمكنت جاها من الالتحاق بالمدرسة الثانوية في نيويورك بعد أن رُفضت من 10 مدراس أخرى وذلك لعدم وجود موافقة من الوصي القانوني. وهي في السابعة عشر من عمرها، انتقلت إلى أتلانتا وتزوجت مرة أخرى.
في عام 2013 حصلت على بكالوريوس إدارة أعمال من جامعة ولاية جنوب غرب جورجيا، وفي العام نفسه أسست منظمة الأيادي الآمنة من أجل البنات، وهي منظمة غير ربحية لمكافحة ختان الإناث. وفي أواخر عام 2015 أصبحت جاها مواطنة أمريكية .
كما أن نشاطها ساهم في  حظر ختان الإناث في غامبيا. وتقيم حاليًا في أتلانتا، وتقوم الغارديان بتصوير فيلم عن حياتها.